# Gare de Foucart - Alvimare
Gare de Foucart - Alvimare vasútállomás Franciaországban, Foucart településen.

## Vasútvonalak
Az állomást az alábbi vasútvonalak érintik:
- Párizs–Le Havre-vasútvonal

## Kapcsolódó állomások
A vasútállomáshoz az alábbi állomások vannak a legközelebb:
- Gare de Bolbec - Nointot
- Gare d’Yvetot
- Gare de Bréauté - Beuzeville